# Plectritis
Plectritis es un género de plantas con flores perteneciente a la antigua familia Valerianaceae, ahora subfamilia Valerianoideae. Hay tres o cinco especies, nativas del oeste de Norteamérica. Comprende 22 especies descritas y de estas, solo 7 aceptadas.

## Descripción
Es una planta caducifolia con tallos delgados y erectos, con pocas hojas que llevan las inflorescencias terminales. Las cabezas florales llevan varias diminutas flores de color rosa o blanco.

## Taxonomía
El género fue descrito por (Lindl.) DC. y publicado en Prodromus Systematis Naturalis Regni Vegetabilis 4: 631. 1830. La especie tipo es: Plectritis congesta (Lindl.) DC. 

## Especies aceptadas
A continuación se brinda un listado de las especies del género Plectritis aceptadas hasta octubre de 2013, ordenadas alfabéticamente. Para cada una se indica el nombre binomial seguido del autor, abreviado según las convenciones y usos. 
- Plectritis anomala (A. Gray) Suksd.
- Plectritis aphanoptera (A. Gray) Suksd.
- Plectritis californica (Suksd.) Dyal
- Plectritis ciliosa (Greene) Jeps.
- Plectritis jepsonii (Suksd.) Burtt Davy
- Plectritis macroptera (Suksd.) Rydb.
- Plectritis minor (Hook.) Abrams